# 公明儀
公明儀，東周時魯國南武城人，生卒年不詳。其生活年代與身分有許多不同記載，《孔子家語》記載其曾問禮於孔子，鄭玄則認為其曾為子張、曾子弟子。亦有說認為公明儀為孟子弟子，且在《孟子》書中曾多次提及公明儀。公明儀是成語「對牛彈琴」的典故由來。

## 生平
子張父喪時，公明儀曾為之主持喪禮，並問孔子叩拜之禮。後來子張之喪，亦由公明儀主持。
孟子曾引用公明儀語規勸滕文公、回答周霄之問，並曾引用其語批評楊朱與墨子。
公明儀曾與孟子討論夏朝時逄蒙殺后羿之事。

## 稱號
清咸豐三年（1853年），公明儀入祀孔廟，稱先賢公明子。